# Ronde van Oostenrijk 2007
De 59e editie van de wielerwedstrijd Ronde van Oostenrijk (Duits: Österreich-Rundfahrt 2007) werd gehouden van 8 tot en met 15 juli 2007 in Oostenrijk. De meerdaagse wielerkoers maakte deel uit van de UCI Europe Tour 2007. Van de 143 gestarte renners bereikten 117 coureurs de eindstreep in de Oostenrijkse hoofdstad Wenen. Titelverdediger was de Amerikaan Tom Danielson.

## Etappe-overzicht
| etappe | datum   | start             | finish            | afstand  | winnaar          | klassementsleider |
| ------ | ------- | ----------------- | ----------------- | -------- | ---------------- | ----------------- |
| 1e     | 8 juli  | Mayrhofen         | Mayrhofen         | 130.7 km | Fabio Baldato    | Fabio Baldato     |
| 2e     | 9 juli  | Mayrhofen         | Salzburg          | 194.9 km | Gerald Ciolek    | Gerald Ciolek     |
| 3e     | 10 juli | Salzburg          | Kitzbüheler Horn  | 183.8 km | Thomas Rohregger | Thomas Rohregger  |
| 4e     | 11 juli | Kitzbühel         | Prägraten         | 183.7 km | Björn Leukemans  | Thomas Rohregger  |
| 5e     | 12 juli | Lienz             | Wolfsberg         | 207.1 km | Gianni Meersman  | Thomas Rohregger  |
| 6e     | 13 juli | Wolfsberg         | Semmering         | 194.4 km | Gerrit Glomser   | Thomas Rohregger  |
| 7e     | 14 juli | Podersdorf am See | Podersdorf am See | 24.5 km  | Stijn Devolder   | Stijn Devolder    |
| 8e     | 15 juli | Podersdorf am See | Wenen             | 128.5 km | Gerald Ciolek    | Stijn Devolder    |

## Etappe-uitslagen

### 1 etappe
| Mayrhofen – Mayrhofen (130.7 km) |               |                 |          |
| Plaats                           | Naam          | Ploeg           | Tijd     |
| Winnaar                          | Fabio Baldato | Lampre-Fondital | 2h49'32" |
| 2                                | Gerald Ciolek | T-Mobile Team   | z.t.     |
| 3                                | Elia Rigotto  | Team Milram     | z.t.     |

| Algemeen klassement |                     |                      |          |
| Plaats              | Naam                | Ploeg                | Tijd     |
| Gele trui           | Fabio Baldato       | Lampre-Fondital      | 2h49'22" |
| 2                   | Gerald Ciolek       | T-Mobile Team        | +00' 01" |
| 3                   | Jurgen Van De Walle | Quickstep-Innergetic | +00' 05" |

### 2e etappe
| Mayrhofen – Salzburg (194.9 km) |                  |                     |          |
| Plaats                          | Naam             | Ploeg               | Tijd     |
| Winnaar                         | Gerald Ciolek    | T-Mobile Team       | 4h45'08" |
| 2                               | Steffen Radochla | Team Wiesenhof-Felt | z.t.     |
| 3                               | Thomas Ziegler   | T-Mobile Team       | z.t.     |

| Algemeen klassement |                  |                     |          |
| Plaats              | Naam             | Ploeg               | Tijd     |
| Gele trui           | Gerald Ciolek    | T-Mobile Team       | 7h34'18" |
| 2                   | Fabio Baldato    | Lampre-Fondital     | +00' 11" |
| 3                   | Steffen Radochla | Team Wiesenhof-Felt | +00' 16" |

### 3e etappe
| Salzburg – Kitzbüheler Horn (183.8 km) |                       |                  |          |
| Plaats                                 | Naam                  | Ploeg            | Tijd     |
| Winnaar                                | Thomas Rohregger      | Elk Haus-Simplon | 4h45'08" |
| 2                                      | Christian Pfannberger | Elk Haus-Simplon | +00' 18" |
| 3                                      | Jure Golčer           | Tenax-Salmilano  | +00' 47" |

| Algemeen klassement |                       |                  |           |
| Plaats              | Naam                  | Ploeg            | Tijd      |
| Gele trui           | Thomas Rohregger      | Elk Haus-Simplon | 12h11'57" |
| 2                   | Christian Pfannberger | Elk Haus-Simplon | +00' 33"  |
| 3                   | Jure Golčer           | Tenax-Salmilano  | +01' 04"  |

### 4e etappe
| Kitzbühel – Prägraten (183.7 km) |                 |                 |          |
| Plaats                           | Naam            | Ploeg           | Tijd     |
| Winnaar                          | Björn Leukemans | Predictor-Lotto | 5h03'45" |
| 2                                | Gerrit Glomser  | Team Volksbank  | +00' 32" |
| 3                                | Morris Possoni  | Lampre-Fondital | +00' 33" |

| Algemeen klassement |                       |                  |           |
| Plaats              | Naam                  | Ploeg            | Tijd      |
| Gele trui           | Thomas Rohregger      | Elk Haus-Simplon | 17h16'15" |
| 2                   | Christian Pfannberger | Elk Haus-Simplon | +00' 33"  |
| 3                   | Jure Golčer           | Tenax-Salmilano  | +01' 04"  |

### 5e etappe
| Lienz – Wolfsberg (207.1 km) |                  |                      |          |
| Plaats                       | Naam             | Ploeg                | Tijd     |
| Winnaar                      | Gianni Meersman  | Discovery Channel    | 4h46'23" |
| 2                            | Gabriele Bosisio | Tenax-Salmilano      | z.t.     |
| 3                            | Andrea Tonti     | Quickstep-Innergetic | +00' 09" |

| Algemeen klassement |                       |                  |           |
| Plaats              | Naam                  | Ploeg            | Tijd      |
| Gele trui           | Thomas Rohregger      | Elk Haus-Simplon | 22h11'25" |
| 2                   | Christian Pfannberger | Elk Haus-Simplon | +00' 33"  |
| 3                   | Jure Golčer           | Tenax-Salmilano  | +01' 04"  |

### 6e etappe
| Wolfsberg – Semmering (194.4 km) |                 |                   |          |
| Plaats                           | Naam            | Ploeg             | Tijd     |
| Winnaar                          | Gerrit Glomser  | Team Volksbank    | 4h18'19" |
| 2                                | Óscar Sevilla   | Relax-GAM         | z.t.     |
| 3                                | Gianni Meersman | Discovery Channel | z.t.     |

| Algemeen klassement |                       |                  |           |
| Plaats              | Naam                  | Ploeg            | Tijd      |
| Gele trui           | Thomas Rohregger      | Elk Haus-Simplon | 26h29'44" |
| 2                   | Christian Pfannberger | Elk Haus-Simplon | +00' 33"  |
| 3                   | Jure Golčer           | Tenax-Salmilano  | +01' 04"  |

### 7e etappe
| Podersdorf am See (individuele tijdrit over 24.5 km) |                  |                   |          |
| Plaats                                               | Naam             | Ploeg             | Tijd     |
| Winnaar                                              | Stijn Devolder   | Discovery Channel | 0h28'12" |
| 2                                                    | Roeslan Pidhorny | Tenax-Salmilano   | +00' 51" |
| 3                                                    | Steffen Wesemann | Wiesenhof-Felt    | +00' 52" |

| Algemeen klassement |                  |                   |           |
| Plaats              | Naam             | Ploeg             | Tijd      |
| Gele trui           | Stijn Devolder   | Discovery Channel | 26h59'29" |
| 2                   | Thomas Rohregger | Elk Haus-Simplon  | +01' 04"  |
| 3                   | Jure Golčer      | Tenax-Salmilano   | +01' 13"  |

### 8e etappe
| Podersdorf am See – Wenen (128.5 km) |                 |                |          |
| Plaats                               | Naam            | Ploeg          | Tijd     |
| Winnaar                              | Gerald Ciolek   | T-Mobile Team  | 2h48'47" |
| 2                                    | Marco Zanotti   | Unibet.com     | z.t.     |
| 3                                    | Robert Retschke | Wiesenhof-Felt | z.t.     |

| Algemeen klassement |                  |                   |           |
| Plaats              | Naam             | Ploeg             | Tijd      |
| Gele trui           | Stijn Devolder   | Discovery Channel | 29h48'16" |
| 2                   | Thomas Rohregger | Elk Haus-Simplon  | +01' 04"  |
| 3                   | Jure Golčer      | Tenax-Salmilano   | +01' 13"  |

## Eindklassementen
| Plaats    | Naam                  | Ploeg                  | Tijd      |
| --------- | --------------------- | ---------------------- | --------- |
| Gele trui | Stijn Devolder        | Discovery Channel      | 29u48'16" |
| 2         | Thomas Rohregger      | Elk Haus-Simplon       | +01' 04"  |
| 3         | Jure Golčer           | Tenax-Salmilano        | +01' 13"  |
| 4         | Christian Pfannberger | Elk Haus-Simplon       | +01' 25"  |
| 5         | Roeslan Pidhorny      | Tenax-Salmilano        | +01' 41"  |
| 6         | Óscar Sevilla         | Relax-GAM              | +02' 40"  |
| 7         | Gerrit Glomser        | Team Volksbank         | +03' 22"  |
| 8         | Vasil Kiryjenka       | Tinkoff Credit Systems | +03' 53"  |
| 9         | Jurgen Van Goolen     | Discovery Channel      | +04' 31"  |
| 10        | Andreas Ortner        | RC ARBÖ Resch          | +04' 32"  |
| 11        | Kevin Seeldraeyers    | Quickstep-Innergetic   | +05' 15"  |
| 12        | Gianni Meersman       | Discovery Channel      | +05' 47"  |
| 13        | José Miguel Elías     | Relax-GAM              | +06' 37"  |
| 14        | Morris Possoni        | Lampre-Fondital        | +06' 39"  |
| 15        | Matthew Lloyd         | Predictor-Lotto        | +06' 50"  |

| Plaats      | Naam            | Ploeg             | Punten |
| ----------- | --------------- | ----------------- | ------ |
| Groene trui | Gerald Ciolek   | T-Mobile Team     | 62     |
| 2           | Gianni Meersman | Discovery Channel | 39     |
| 3           | Stijn Devolder  | Discovery Channel | 35     |

| Plaats    | Naam                  | Ploeg            | Punten |
| --------- | --------------------- | ---------------- | ------ |
| Rode trui | Christian Pfannberger | Elk Haus-Simplon | 53     |
| 2         | Thomas Rohregger      | Elk Haus-Simplon | 31     |
| 3         | Jure Golčer           | Tenax-Salmilano  | 26     |

| Plaats | Ploeg             | Tijd      |
| ------ | ----------------- | --------- |
|        | Tenax-Salmilano   | 89u29'28" |
| 2      | Discovery Channel | +02' 52"  |
| 3      | Elk Haus-Simplon  | +14' 45"  |

1949 ·
1950 ·
1951 ·
1952 ·
1953 ·
1954 ·
1955 ·
1956 ·
1957 ·
1958 ·
1959 ·
1960 ·
1961 ·
1962 ·
1963 ·
1964 ·
1965 ·
1966 ·
1967 ·
1968 ·
1969 ·
1977 ·
1971 ·
1972 ·
1973 ·
1974 ·
1975 ·
1976 ·
1977 ·
1978 ·
1979 ·
1980 ·
1981 ·
1982 ·
1983 ·
1984 ·
1985 ·
1986 ·
1987 ·
1988 ·
1989 ·
1990 ·
1991 ·
1992 ·
1993 ·
1994 ·
1995 ·
1996 ·
1997 ·
1998 ·
1999 ·
2000 ·
2001 ·
2002 ·
2003 · 2004 · 2005 · 2006 · 2007 · 2008 · 2009 · 2010 · 2011 · 2012 · 2013 · 2014 · 2015 · 2016 · 2017 · 2018 · 2019 · 2020-2022 · 2023 · 2024